# Joe Verhoeven
Pour les articles homonymes, voir Verhoeven.
Joe Verhoeven, né le 12 mars 1943 à Bruxelles et mort le 21 août 2024,, est un universitaire belge, professeur de droit international, agrégé de l'enseignement supérieur et docteur d'État en droit. Ses disciplines de spécialités sont le droit international public et le droit de l'Union européenne.

## Biographie
Joe Verhoeven enseigne à l'université catholique de Louvain durant de longues années. Il est, de 2000 à 2012, professeur à l'université Paris II Panthéon-Assas et est directeur de l'Institut des hautes études internationales.
Il est par ailleurs secrétaire général de l'Institut de droit international et a siégé à la Cour internationale de justice comme juge ad hoc dans l'affaire des « Activités armées sur le territoire du Congo ».
Il est directeur de l'Annuaire français de droit international (Université Panthéon-Assas Paris II et CNRS).